# Bradworthy
Bradworthy – wieś w Anglii, w hrabstwie Devon, w dystrykcie Torridge. Leży 63 km na zachód od miasta Exeter i 306 km na zachód od Londynu. Miejscowość liczy 1082 mieszkańców.